# 军队信息网
军队信息网（羅馬化：ArmiyaInform）是乌克兰国防部在线媒体网站，创建于2018年12月。网站涵盖国防和安全领域的活动：运营信息、分析、独家评论、采访、照片报道、信息图表、活动现场的视频等。
该信息机构网站上的材料均遵循知识共享许可协议4.0国际许可证的条款。

## 相关词条
- 防务快报
- 军事

## 引文
1. ↑   (PDF).   [2021-11-15]. （原始内容存档 (PDF)于2021-11-11）.
2. ↑  . https://www.ukrinform.ua/. 乌克兰国家通讯社. 2019-07-19  [2024-10-28]. （原始内容存档于2022-05-12）.
3. ↑  . https://espreso.tv/. Еспресо TV. 2019-07-19  [2019-07-24]. （原始内容存档于2019-07-19）.